# Ipanema Sonyeon
Ipanema Sonyeon (em hangul: 이파네마 소년) é um filme sul-coreano de fantasia romântica, filmado nas cidades de Busan e Sapporo em 2010.

## Enredo
Um garoto, que prática surfe diariamente, encontra na praia que frequenta uma garota que acabou de encerrar um relacionamento. O mesmo garoto também não havia mantido seu primeiro relacionamento amoroso mas não consegue relembrar os momentos vividos.
Ambos tem pensamentos contrários, a garota tenta esquecer a todo custo seu passado, enquanto o garoto tenta sofridamente lembrar do seu. A medida que o tempo passa, os dois se apaixonam um pelo outro, mas são inseguros em relação ao amor.

## Elenco
| Ator/Atriz              | Personagem                 | Ref.              |
| ----------------------- | -------------------------- | ----------------- |
| Lee Soo-hyuk (이수혁)   | Garoto                     | [ 3 ] [ 4 ] [ 5 ] |
| Kim Min-ji (김민지)     | Garota                     | [ 3 ] [ 4 ] [ 5 ] |
| Chun Woo-hee (천우희)   | Amiga                      | [ 3 ] [ 4 ] [ 5 ] |
| Kim Mi-kyung (김미경)   | Proprietária de hospedaria | [ 3 ] [ 4 ] [ 5 ] |
| Park Byeong-ok (박보옥) | Tia de Lee                 | [ 3 ] [ 4 ] [ 5 ] |
| Lee Min-gyo (이민교)    |                            | [ 3 ] [ 4 ] [ 5 ] |
| Kang Hye-min (강혜민)   |                            | [ 3 ] [ 4 ] [ 5 ] |

## Recepção

### Crítica
Em uma escala de zero à dez, 241 internautas que acessaram o site MyDramaList deram nota 7.1 para o filme. Segundo Bonny, utilizador do site, "a música era simples, fácil de escutar e se encaixava perfeitamente." Mas afirmou que "a história é simples e, portanto, será chato assistir novamente."

### Prêmios e indicações
| Ano  | Prêmio                  | Resultado |
| ---- | ----------------------- | --------- |
| 2010 | Audience Critic's Award | Venceu    |
| 2010 | Movie Collage Award     | Venceu    |